# Taddeo Baccarini
Taddeo Baccarini (XV secolo) è stato un presbitero italiano, cappellano del Duomo di Forlì nel XV secolo.
Fu catturato e esiliato nell'ottobre del 1480, a seguito di una riforma cittadina eseguita dal Bonoli. Precedentemente era stato sacerdote della parrocchia di San Martino in Villafranca, frazione di Forlì, fino al 1472.

## Fonti
- Vita di Caterina Sforza Riario, contessa d'Imola, e signora di Forli: descritta in tre libri, Di Antonio Burrièl e Sforza Catherine, Pubblicato da Stamperia di S. Tommaso d'Aquino, 1795.
- Supplemento istorico dell'antica città di Forli, Di Sigismondo Marchesi, Pubblicato da Stamperia Gioseffo Selua, 1678.